# Villa rustica 1 (Ising)
Die Villa rustica 1 auf der Gemarkung von Ising, einem Gemeindeteil von Chieming im oberbayerischen Landkreis Traunstein, wurde 1862 beim Bau eines Hauses entdeckt. Die Villa rustica der römischen Kaiserzeit liegt circa 50 Meter nördlich der Kirche Mariä Himmelfahrt und ist ein geschütztes Bodendenkmal mit der Nummer D-1-8041-0011.
In den Zwischenräumen der Hypokaustanlage befanden sich vier frühmittelalterliche Reihengräber.